# KYE Systems
KYE Systems — тайваньская компания, выпускающая компьютерную периферию под торговой маркой Genius. Основана в 1983 году. Штаб-квартира расположена в Тайбэе (Тайвань). Имеет официальные представительства в США, Великобритании, Германии и Китае (Гонконг).

## История
Компания KYE Systems была основана в 1983 году в Тайбэе; первоначально занималась сборкой IBM-PC-совместимых компьютеров. В 1985 году начала выпуск компьютерных мышей под брендом Genius. В конце 1980-х годов был создан филиал в Калифорнии, названный KYE International Corporation. В 1990 году была куплена американская компания Mouse Systems. В первой половине 1990-х годов были открыты представительства в Великобритании, Германии и Гонконге.
В 1995 году был открыт завод по производству компьютерной периферии в Шэньчжэне (КНР). Второй завод в материковом Китае был открыт в 1998 году в Дунгуане. В 1997 году компания выпустила и запатентовала в США первую в мире мышь с колёсиком прокрутки Genius EasyScroll.
По состоянию на 2010 год KYE Systems выпускала компьютерную периферию для таких компаний, как Microsoft (30 % выручки), Hewlett Packard, Best Buy, Samsung Electronics, Foxconn, Acer, Logitech и Asus. В этом году компания оказалась в центре внимания СМИ в связи отчётом National Labor Committee о тяжёлых условиях труда на её заводах в КНР. Распространённой практикой было нанимать на работу несовершеннолетних, 15-часовой рабочий день при 6 и даже 7 рабочих днях в неделю.

## Деятельность
Под маркой Genius корпорация KYE Systems выпускает графические планшеты, игровые манипуляторы, клавиатуры, компьютерные мыши, наушники, гарнитуры, акустические системы и веб-камеры.
Выручка компании за 2022 год составила 1,02 млрд новых тайваньских долларов (33 млн долларов США), её распределение по регионам: Азия — 55 %, Америка — 27 %, Европа — 16 %, другие регионы — 2 %.